# Řez na čípek
Řez na čípek je řez který je prováděn při pěstování dřevin, například u ovocných dřevin při pěstování stromů ve školce. U ovocných dřevin se provádí málo, je pracný. Nedochází k vylomení letorostu z očka. Kmínek je zpočátku rovnější. Nevzniká takzvané koleno. 
Podnož necháme nad očkem patnáct až dvacet centimetrů a zastřihneme. Poté jsou odstraněna očka na čípku. Ponechány jsou jeden až dva pupeny po dobu trvání čípku (červenec až srpen), někdy se ale vyslepují všechny pupeny. V tom případě čípek usychá. Odstraňuje se pak letním řezem na ostro. Zasychání však může postoupit pod úroveň ušlechtilého očka. Živý čípek se lépe hojí. Čípek slouží k vyvazování letorostů jedním až dvěma osmičkovými úvazky v bylinném stavu kmínku (do začátku června). Po zdřevnatění se čípek odstraňuje (konec července) na ostro. Ostatní ošetřování jako u řezu na ostro.